# Ð (латиниця)
Ð, ð (ед) — давньоанглійська літера ðæt, сучасною англійською eth /ɛð/ (також edh або eð). Вживається в ісландській і фарерській мовах.
Мала форма літери ð застосовується в міжнародному фонетичному алфавіті для позначення дзвінкого зубного фрикативного звуку.
Вперше літера ед з'являється в ірландському письмі.
В давньоанглійську добу літера  ð чергувалася з літерою  þ (торн), обидві позначали міжзубний фрикативний звук, як дзвінкий, так і глухий. Вийшли з ужитку прибизно 1300 року, але þ затрималась трохи довше і врешті-решт її замінено диграфом th.